# Intersticio pulmonar

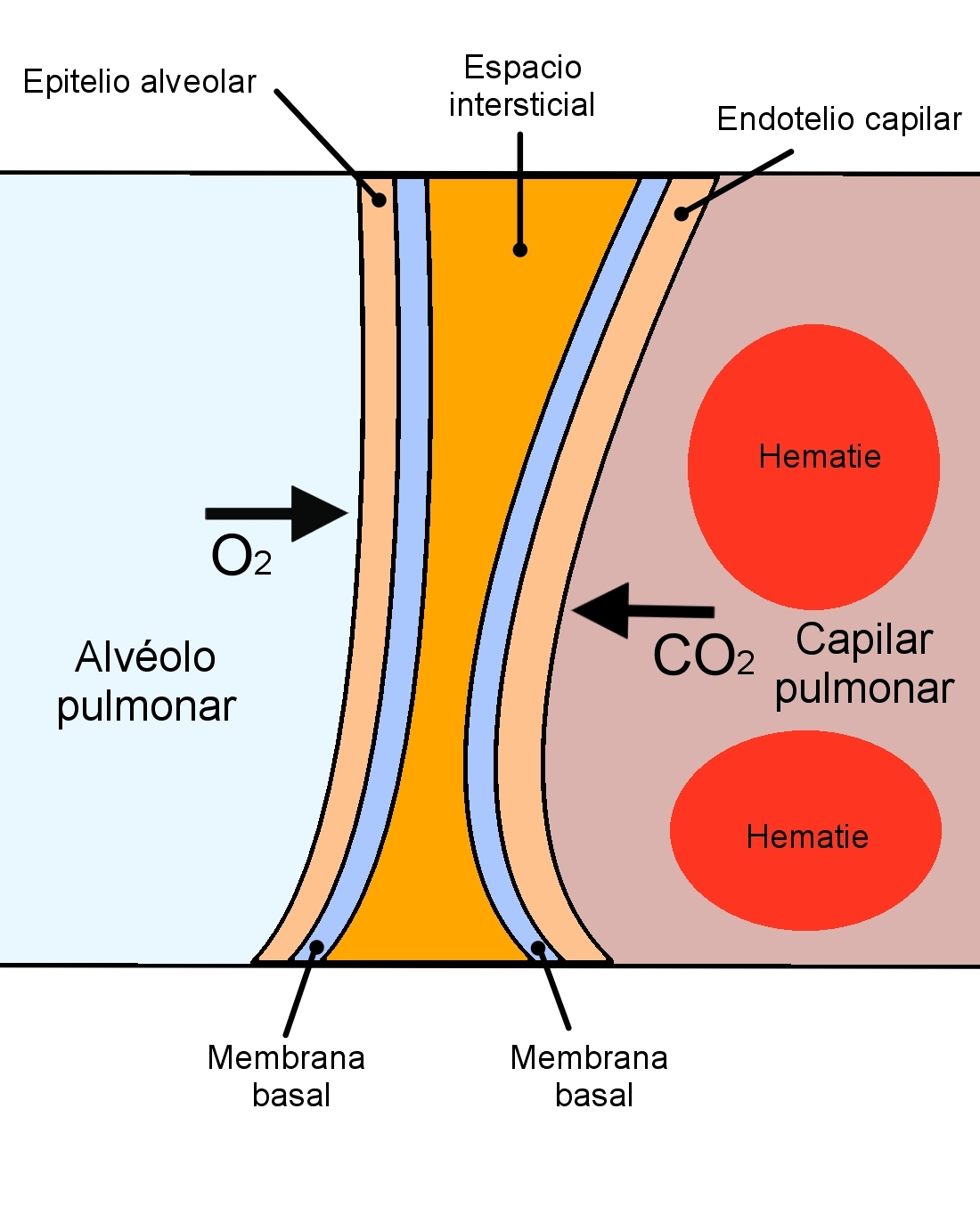
Esquema del espacio intersticial parenquimatoso normal.

El intersticio pulmonar está formado por fibras y células de tejido conectivo que proporcionan sostén a la estructura del pulmón. Separa los alveolos pulmonares de las capilares sanguíneos.

La alteración persistente de este sector del pulmón determina una enfermedad pulmonar intersticial. 

## Sectores del intersticio
Se puede dividir para su estudio en 3 compartimentos:
- Intersticio subpleural

Se ubica por debajo de la pleura visceral, envuelve el pulmón y lo divide en compartimentos gracias a los septos interlobulares.

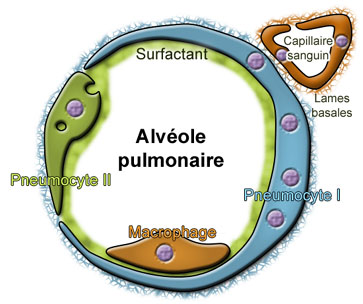
Intersticio parenquimatoso entre un alvéolo y un capilar (corte transversal).

- Espacio intersticial peribroncovascular o axial.

Está formado por el tejido conjuntivo que rodea los bronquios y vasos sanguíneos, parte del hilio pulmonar y se ramifica siguiendo la división de los bronquios.
- Intersticio parenquimatoso.

Intersticio parenquimatoso las membranas basales son líneas rojas con un capilar en su espesor (corte longitudinal).

Es el espacio que separa la membrana basal de los neumocitos alveolares, de la membrana basal del endotelio de los capilares sanguíneos. Contiene diferentes tipos de células, entre ellas macrófagos y fibroblastos, una matriz de fibras de colágeno y diferentes macromoléculas.

## Enfermedades
Las enfermedades que afectan principalmente al intersticio pulmonar se llaman enfermedades pulmonares intersticiales. Se dividen en dos grupos principales según la causa sea o no conocida:
- Causa desconocida.
  - Fibrosis pulmonar idiopática
  - Neumonía intersticial aguda o síndrome de Hamman-Rich.
  - Neumonía intersticial descamativa.
  - Neumonía organizativa criptogenética.
  - Neumonía intersticial linfocítica.
  - Neumonía eosinofílica.
- Causa conocida.
  - Asociadas a enfermedades del colágeno.
  - Asociadas a fármacos.
  - Neumoconiosis.
  - Asociadas a tratamientos con radioterapia.
  - Por inhalación de polvos orgánicos (alveolitis alérgica extrínseca).
  - Hereditarias.

### Radiología
Las imágenes radiológicas de las enfermedades que afectan al intersticio pulmonar pueden dar cuatro patrones básicos:
- Patrón en vidrio deslustrado. Consiste en un leve aumento de la densidad pulmonar.
- Patrón lineal-reticular. Se produce por el engrosamiento de los septos interlobulares o intralobulares.
- Patrón nodular. Se visualizan pequeños nódulos menores de 2 mm.
- Patrón retículo-nodular. Une las características del patrón lineal-reticular y el nodular.
- Patrón quístico. Imágenes redondeadas hiperclaras de paredes finas que en conjunto puede recordar la estructura de un panal de abejas (pulmón en panal).